# ヘンリー・ジャックマン
ヘンリー・ジャックマン（Henry Jackman、1974年6月1日 - ）は、イギリスの映画音楽の作曲家、キーボーディスト。イングランド・ロンドン特別区ヒリンドン出身。
マイク・オールドフィールド、サリー・オールドフィールド、トレヴァー・ホーン、アート・オブ・ノイズ、エルトン・ジョン、ゲイリー・バーロウ、シールらと、プログラミングや制作の仕事で活動を共にしてきた。また、自身も、『Utopia』（2003年）、『Transfiguration』（2005年）、『Acoustica』（2007年、オーガスタス・イサドールと共演）というリーダー・アルバムをリリースしている。

## ディスコグラフィ

### スタジオ・アルバム
- Utopia (2003年、WestOneMusic)
- Transfiguration (2005年、KPM Music)
- Acoustica (2007年、KPM Music)

### 参加アルバム
- マイク・オールドフィールド : 『ヴォイジャー』 - Voyager (1996年) ※共同プロデューサー、プログラミング
- サリー・オールドフィールド : Flaming Star (2001年)
- コナー・リーヴス : 『アースバウンド』 - Earthbound (1998年) ※プログラミング
- マイケル・ゴードン : 『ウェザー』 - Weather (1998年) ※プロデュース、サウンド・デザイン
- アート・オブ・ノイズ : 『ドビュッシーの誘惑』 - The Seduction of Claude Debussy (1999年) ※「Born on a Sunday」共同プロデュース、共作
- Moa : Universal (1999年) ※作曲、プロデュース、ミキシング
- Maryanna Matiss : Time to Fly (2001年) ※作曲、プロデュース、ミキシング
- シール : Togetherland (2001年/未発表) ※プロデュース、プログラミング
- ハンス・ジマー : The Holiday OST (2006年) ※共作
- Vantage Point OST (2008年) ※共作
- Various Artists : Monsters vs. Aliens OST (2009年) ※作曲

## フィルモグラフィ
- 『マスター・ファイブの秘密』 - Secrets of the Furious Five（2008年）※短編映画、作曲
- 『モンスターVSエイリアン』 - Monsters vs. Aliens（2009年）
- 『ガリバー旅行記』 - Gulliver's Travels（2011年）
- 『X-MEN:ファースト・ジェネレーション』 - X-Men: First Class（2011年）
- 『くまのプーさん』 - Winnie the Pooh（2011年）
- 『キック・アス』 - Kick-Ass（2011年）
- 『長ぐつをはいたネコ』 - Puss in Boots（2011年）
- 『ニセものバズがやって来た』 - Small Fry（2011年）
- 『崖っぷちの男』 - Man on a Ledge（2012年）
- 『リンカーン/秘密の書』 - Abraham Lincoln: Vampire Hunter（2012年）
- 『シュガー・ラッシュ』 - Wreck-It Ralph（2012年）
- 『G.I.ジョー バック2リベンジ』 - G.I. Joe: Retaliation（2013年）
- 『ディス・イズ・ジ・エンド 俺たちハリウッドスターの最凶最期の日』 - This Is the End（2013年）
- 『キック・アス/ジャスティス・フォーエバー』 - Kick-Ass 2（2013年）
- 『キャプテン・フィリップス』 - Captain Phillips（2013年）
- 『ターボ』 - Turbo（2013年）
- 『キャプテン・アメリカ/ウィンター・ソルジャー』 - Captain America: The Winter Soldier（2014年）
- 『ベイマックス』 - Big Hero 6（2014年）
- 『ザ・インタビュー』 - The Interview（2014年）
- 『キングスマン』 - Kingsman: The Secret Service（2014年）
- 『ピクセル』 - Pixels（2015年）
- 『フィフス・ウェイブ』 - The 5th Wave（2016年）
- 『バース・オブ・ネイション』 - The Birth of a Nation（2016年）
- 『シビル・ウォー/キャプテン・アメリカ』 - Captain America: Civil War（2016年）
- 『ジャック・リーチャー NEVER GO BACK』 - Jack Reacher: Never Go Back（2016年）
- 『高い城の男』 - The Man in the High Castle（2015年–2019年）
- 『キングコング:髑髏島の巨神』 - Kong: Skull Island（2017年）
- 『キングスマン:ゴールデン・サークル』 - Kingsman: The Golden Circle（2017年）
- 『ジュマンジ/ウェルカム・トゥ・ジャングル』 - Jumanji: Welcome to the Jungle（2017年）
- 『ザ・プレデター』 - The Predator（2018年）
- 『シュガー・ラッシュ:オンライン』 - Ralph Breaks the Internet（2018年）
- 『ユピテルとイオ』 - IO（2019年）
- 『名探偵ピカチュウ』 - Pokémon Detective Pikachu（2019年）
- 『21ブリッジ』 - 21 Bridges（2019年）
- 『ジュマンジ/ネクスト・レベル』 - Jumanji: The Next Level（2019年）
- 『モスル あるSWAT部隊の戦い』 - Mosul（2019年）
- 『キングスマン:ファースト・エージェント』 - The King's Man（2021年）
- 『ロン 僕のポンコツ・ボット』 - Ron's Gone Wrong（2021年）
- 『ファルコン＆ウィンター・ソルジャー』 - The Falcon and the Winter Soldier (2021年)